# Casa consistorial de Camañas
La casa consistorial de Camañas es un edificio situado en la localidad turolense de Camañas (España), sede el municipio homónimo desde 1834, cuando pasó a ser un municipio independiente.
El edificio, situado en la plaza de la Constitución, la principal de la localidad, cuenta con dos alturas, con una lonja de tres arcos con que se sustentan sobre dos columnas de base octogonal. Frente al mismo hay un banco corrido. Tiene un reloj de sol de 1914 en la fachada. El edificio fue restaurado a finales del siglo XX.